# 中津文彦
中津 文彦（なかつ ふみひこ、1941年12月23日 - 2012年4月24日）は、日本の小説家。

## 人物
岩手県一関市出身。本名は廣嶼文彦（ひろしま ふみひこ）。岩手県立一関第一高等学校、学習院大学政経学部卒業。ペンネームの由来は、家の傍に中津川が流れていたことから。
岩手日報社で報道記者として務めていた1982年、『黄金の砂（出版時は『黄金流砂』に改題）』で第28回江戸川乱歩賞を受賞した。その後、退社して作家活動に専念する。1985年には『七人の共犯者』で第12回角川小説賞を受賞した。
2012年4月24日、肝不全により逝去。70歳没。

## 作品リスト
- 黄金流砂 （講談社、1982年、のち文庫）
- 喪失荒野 （講談社ノベルス、1983年、のち文庫）
- ジンギスカン殺人事件 （カドカワノベルズ、1984年、のち文庫）
- 特ダネ記者殺人事件 三四郎記者事件帖 （講談社ノベルス、1984年、のち文庫）
- “翔んで”もない殺人 三四郎記者事件帖 （カドカワノベルズ、1984年、のち文庫）
- 伊達騒動殺人事件 奥州八百年黄金伝説 （講談社ノベルス、1984年、のち文庫）
- お由良殺人事件 （実業之日本社ジョイノベルス、1985年、のちケイブンシャ文庫）
- 七人の共犯者 北斗警察物語 （カドカワノベルズ、1985年、のちケイブンシャ文庫）
- 縄文土偶殺人事件 （フタバノベルス、1986年、のち文庫）
- 遠野物語殺人紀行 （カドカワノベルズ、1986年、のち文庫）
- 千利休殺人事件 （光文社カッパノベルス、1986年、のち文庫）
- 遠眼鏡の中の女 （中央公論社C★NOVELS、1986年、のち文庫）
- 殺意の指揮者（コンダクター）北斗警察物語 （カドカワノベルズ、1987年、のちケイブンシャ文庫）
- 成吉思汗の鎧 （講談社、1987年）
- 元禄討入り異聞 銀次郎読売り控 （実業之日本社ジョイノベルス、1987年、のちケイブンシャ文庫）
- 博多人形恋の殺人 単身赴任者の夜 （中央公論社C★NOVELS、1987年）
- 疑惑の演出者 北斗警察物語 （カドカワノベルズ、1988年）
- ラバウルの秘宝 （中央公論社、1988年、のち文庫）
- 南海北緯17°の殺人 （祥伝社ノン・ノベル、1988年）
- はぐれ古九谷の殺人 アンティーク探偵『推古堂』平介 （フタバノベルス、1988年、のち文庫）
- 秘密 （光文社文庫、1988年）
- ラトビアの霧 （講談社ノベルス、1988年、のち文庫）
- マリー 事件簿の女たち （実業之日本社ジョイノベルス、1989年）
- みちのく王朝謀殺事件 （双葉社、1989年、のち文庫）
- 山田長政の密書 （講談社、1989年、のち文庫、学陽書房人物文庫）
- 闇の弁慶 花の下にて春死なむ （祥伝社、1990年）
- 乗り合わせた客 （トクマ・ノベルズ、1990年）
- 闇の本能寺 信長殺し、光秀にあらず （光文社カッパノベルス、1990年、のち文庫）
- 西郷隆盛殺人事件 （ノン・ノベル、1990年、「奥州平泉黄金伝説の殺人」祥伝社文庫）
- バンコク狙撃指令 （カドカワノベルズ、1991年）
- 北の殺人怨歌 （光文社カッパノベルス、1991年、のち文庫）
- 西郷暗殺指令 （広済堂ブルーブックス、1991年）
- 遠野陶芸の里殺人事件 （天山ノベルス、1991年）
- 闇の天草四郎 （徳間書店、1991年、のち文庫）
- 将軍茶碗殺人事件 （フタバノベルス、1991年）
- 闇の龍馬 （光文社カッパノベルス、1992年、のち文庫）
- 「乾山」真贋の殺人 （トクマ・ノベルズ、1992年）
- 「義経伝説」空白の殺人 （フタバノベルス、1993年、のち文庫）
- 「独眼竜」野望の殺人 （祥伝社、1993年）
- 破局 （光文社文庫、1993年）
- 「大奥」背徳の殺人 （祥伝社、1993年）
- 九つの謎と死角 裏面史の暗号を解く （ベストセラーズ ワニの本、1993年6月）
- 消えた義経 （PHP研究所、1994年12月、のち文庫）
- 闇の関ケ原 （実業之日本社、1994年9月、のちPHP文庫）
- 闇の法隆寺 封印された「聖徳太子」の秘密 （光文社カッパ・ノベルス、1994年11月、のち文庫）
- 興隆と滅亡の方程式 歴史が証明する 人と組織が岐路に立たされたとき （祥伝社ノン・ブック、1995年7月、「興亡の方程式」PHP文庫）
- 斬刑 （徳間書店、1995年11月）
- 秘刀 （祥伝社、1995年7月、のち文庫）
- 政宗の天下 1-3（光文社カッパ・ノベルス、1996年9月、のち文庫）
- 義経はどこへ消えた? 北行説の謎に迫る （PHP研究所、1996年11月、「義経不死伝説」PHP文庫）
- 龍馬の明治 1-3 （光文社カッパ・ノベルス、1997年-1998年、のち文庫）
- 歴史ミステリー講座 （井沢元彦・高橋克彦共著、新人物往来社、1997年10月、「歴史ミステリー作家養成講座」祥伝社文庫）
- 秀衡の征旗 1-3 （光文社カッパ・ノベルス、1998年9月、「義経の征旗」文庫）
- 謙信暗殺 （光文社カッパ・ノベルス、1999年12月、のち文庫）
- 平家慕情 （実業之日本社、1999年10月、「最後の御大将平重衡 義経が最も恐れた男」PHP文庫）
- 歴史に残る18人のミステリー （東京書籍、1999年7月、「歴史に消された「18人のミステリー」」PHP文庫）
- 黄金回廊 （祥伝社、2000年12月）
- おりょう残夢抄 （PHP文庫、2001年6月）
- 邪馬台国の殺人 （光文社カッパ・ノベルス 2002年1月）
- 闇の日本史（国民の知らない歴史3） （ベストセラーズ ワニ文庫、2003年7月）
- 天明の密偵 小説・菅江真澄 （文藝春秋、2004年8月）
- 風の浄土 （光文社、2011年7月）

### さすらい署長・風間昭平
2時間ドラマシリーズ『さすらい署長 風間昭平』（水曜ミステリー9、女と愛とミステリー）原作
- こまち田沢湖殺人事件 さすらい署長・風間昭平 （光文社カッパ・ノベルス、2003年9月、のち文庫）
- えちご恋人岬殺人事件 さすらい署長・風間昭平 （光文社カッパ・ノベルス、2004年4月）
- とやま地獄谷殺人事件 さすらい署長・風間昭平 （光文社文庫、2005年11月）
- さぬき金毘羅殺人事件 さすらい署長・風間昭平 （光文社文庫、2006年12月）
- しなの千曲川殺人事件 さすらい署長・風間昭平 （光文社文庫、2006年5月）
- あずさ松本駅殺人事件 さすらい署長・風間昭平 （光文社文庫、2007年12月）
- つがる弘前城殺人事件 さすらい署長・風間昭平 （光文社文庫、2007年5月）
- えちご恋人岬殺人事件 さすらい署長・風間昭平 （光文社文庫、2008年12月）
- ほくと五稜郭殺人事件 さすらい署長・風間昭平 （光文社文庫、2008年5月）
- させぼ西海橋殺人事件 さすらい署長・風間昭平 （光文社文庫、2009年5月）
- ねむろ風蓮湖殺人事件 さすらい署長・風間昭平 （光文社文庫、2010年5月）
- びわこ由美浜殺人事件 さすらい署長・風間昭平 （光文社文庫、2012年2月）

### 塙保己一推理帖
- 塙保己一推理帖 観音参りの女 （光文社カッパ・ノベルス、2002年8月、「亥ノ子の誘拐（かどわかし） 塙保己一推理帖」光文社文庫）
- 移り香の秘密 塙保己一推理帖 （光文社、2006年3月、「枕絵の陥し穴 塙保己一推理帖」文庫）
- つるべ心中の怪 塙保己一推理帖 （光文社、2008年1月、のち文庫）